# Fakt genealogiczny
Fakt genealogiczny (także l.mn. fakty genealogiczne, informacje genealogiczne bądź dane genealogiczne) — w genealogii przedmiot badań (poszukiwań) związanych z określonymi osobami bądź rodzinami, ewentualnie przedmiot prezentacji rezultatów tych badań. W podstawowym znaczeniu to fakt (dowód) filiacji i koicji zachodzących pomiędzy danymi członkami rodziny, oznaczający tym samym możliwość wykazania pochodzenia osób, ich pokrewieństwa i powinowactwa oraz możliwość wykreślenia tablic genealogicznych.

## Rodzaje faktów

### Fakty podstawowe
Z filiacją i koicją w ogólności związane są dalsze fakty, pozwalające potwierdzić bądź odtworzyć cały wywód przez inną osobę, nadając badaniom genealogicznym cechę rzetelności i weryfikowalności (dotyczy to również genealogii hobbystycznej). Podstawowymi faktami są narodziny, małżeństwo (ślub) i śmierć (zgon), a w kulturze chrześcijańskiej także chrzest i pogrzeb osoby.
Z punktu widzenia jednego probanta, ustala się dla niego nie tylko fakt urodzin, pierwszego ślubu oraz śmierci, lecz także wszystkich zdarzeń wpływających na filiację i koicję, w szczególności:
- przyczyny ustania każdego kolejnego małżeństwa (rozwód, unieważnienie, wdowieństwo),
- narodziny każdego zstępnego (choćby z tzw. nieprawego łoża),
- wejście do rodziny wcześniej obcych osób (zwłaszcza przysposobienie, osoby powinowate).

### Fakty dodatkowe
Katalog faktów genealogicznych jest otwarty, co oznacza, że można tutaj zaliczać inne zdarzenia związane z życiem jednostki i rodziny, np. przyjęcie pierwszej Komunii Świętej, Bierzmowanie, dwa rodzaje ślubów (kościelny i cywilny), edukacja, zatrudnienie, przejście na emeryturę, śluby zakonne lub kapłańskie, zamieszkiwanie (adres), emigracja, imigracja, naturalizacja (obywatelstwo, narodowość), znajomość języków (ojczystych, obcych), znajomości towarzyskie czy emocjonalne (przyjaźń, narzeczeństwo, koleżeństwo itp.) itd.

## Informacje szczegółowe o faktach
Fakty genealogiczne wskazuje się poprzez podanie:
- daty (czas) zdarzenia: roku, miesiąca i dnia (czasami także godziny) w określonym kalendarzu (zazwyczaj gregoriańskim i juliańskim). Często ustalenie dokładnej lub pewnej daty nie jest możliwe; można ustalić co najwyżej rok lub zakres lat, w którym nastąpiło zdarzenie (np. około ... r., od ... r. do ... r., przed ... r., po ... r.);

np. data narodzin - 2 marca 1903 r. (według kalendarza gregoriańskiego)
- miejsca zdarzenia: nazwa miejscowości (wioski, miasta) lub jej części (osady, kolonii, przysiółka), dokładny adres (dawniej numer domu; w miastach nazwa lub numer ulicy, numer budynku) oraz rodzaj miejsca (np. dom, szpital, szkoła, kościół);

np. miejsce śmierci - szpital sióstr felicjanek w Tarnobrzegu, ul. Sandomierska 3 (miejsce fikcyjne);
- dane identyfikujące osoby: płeć, imiona, nazwiska i nazwiska rodowe, w przypadku szlachty - herb i zawołanie; dawniej także przydomki. Należy pamiętać, że dziedziczność nazwisk utrwaliła się w Polsce powszechnie (tj. także wśród chłopów) dopiero w XIX w.
Osobami takimi są w przypadku:
  - narodzin — dziecko, ojciec, matka (ewentualnie osoba zgłaszająca),
  - chrztu — dziecko, ojciec, matka, ojciec chrzestny, matka chrzestna,
  - ślubu — kobieta i mężczyzna (nupturienci), świadkowie (zazwyczaj dwóch),
  - śmierci — osoba zmarła (ewentualnie zgłaszająca).

W aktach metrykalnych znajdują się zazwyczaj zawsze dane rodziców (nupturientów, zmarłego), a mogą się znaleźć także informacje o dziadkach (dziecka, nupturientów);
np. Urodziło się dziecko płci męskiej o imieniu Antoni, syn Łukasza Zająca i Michaliny z Tomczyków
Uwaga: w przypadku nazw miejscowości oraz nazwisk często współcześnie nie można w sposób jednoznaczny określić prawidłowej polskiej formy tekstów zapisanych w łacinie czy cyrylicy w XIX i we wcześniejszych wiekach, wobec niestałości tych nazw bądź używania nazw alternatywnych.
- dane identyfikujące źródło danych (zwłaszcza akt metrykalny lub jego odpis): rodzaj księgi i aktu, rok zdarzenia, numer aktu (zazwyczaj w obrębie jednego roku), ewentualnie numer strony (w dawnych księgach numeracji aktów czy stron mogło nie być). Ponadto także nazwa i adres instytucji przechowującej (urzędu stanu cywilnego, kancelarii parafialnej, archiwum państwowego lub kościelnego, centrum historii rodziny Mormonów, zbioru prywatnego) oraz miejsce przechowywania (repozytorium w inwentarzu).

np. odpis aktu chrztu: Sandomierz, Par. S. Bartolomae, Liber Natorum XII, 1883 p. 84.
np. akt urodzenia USC 346/1948

## Typowe informacje na tablicy genealogicznej
Najczęściej spotykanymi szczegółowymi informacjami genealogicznymi są:
- imię i nazwisko rodowe (lub inne określenia osoby)
- data i miejsce urodzenia (w jej braku, zwłaszcza przed XVII w. - chrztu),
- data i miejsce ślubu kościelnego,
- data i miejsce śmierci (w jej braku - pogrzebu).

## Zakres wykorzystywanych faktów
W konkretnych przypadkach decyzja o tym, jakie fakty genealogiczne są poszukiwane, jakie są odnotowywane (zapisywane), a jakie są później prezentowane, należy zawsze do genealoga pracującego nad daną rodziną. Inne dane ustala się o osobach zmarłych, o faktach sprzed 30, 70 czy 100 lat (dostępność w archiwach, umowne momenty łagodzenia ochrony danych osobowych) — a inne o osobach żyjących. W przypadku genealogów rodzinnych, badających własne rodziny, na zakres przedmiotu zainteresowania wpływa także stopień pokrewieństwa.
Kwestią należącą do rozstrzygnięcia w indywidualnej sytuacji jest to, czy za przedmiot swoich badań genealog bierze wyłącznie kryterium pokrewieństwa genetycznego, czy też bierze pod uwagę także relacje rodzinne powstałe wskutek:
- pokrewieństwa prawnego, lecz nie faktycznego (zobacz więcej → pokrewieństwo prawne a faktyczne)
- wychowywania prawnie cudzego dziecka (nieślubne dzieci; opieka, kuratela; faktycznie wychowywane przez dziadków bądź innych krewnych, w domu dziecka, w rodzinie zastępczej, inne przypadki losowe),
- posiadania potomstwa przez powinowatych wchodzących do rodziny z krewnym z rodziny (por. rodzeństwo przyrodnie) albo też
- posiadanie własnych dzieci przez tego powinowatego (por. dzieci przybrane).

## Źródła informacji genealogicznych
Dane genealogiczne są ustalane (poszukiwane) podczas badań genealogicznych na podstawie różnych źródeł danych, specyficznych dla genealogii. Często szczegółowe informacje o jednym fakcie pochodzą z różnych źródeł (np. data urodzin z metryki chrztu, a miejsce z aktu małżeństwa), wzajemnie się potwierdzają (tożsamość informacji źródłowych) lub wykluczają (sprzeczność w źródłach) lub nie można ich nigdzie odnaleźć (dane o przodkach chłopów sprzed XVI w., kiedy to zaczęto prowadzić księgi metrykalne). Do pracy genealoga należy właściwy dobór źródeł do ustalenia (potwierdzenia) faktów genealogicznych. Nową metodą szczególnie pomocną w weryfikacji danych jest genetyka genealogiczna opierająca się na badaniach DNA. Pozwala ona wykluczyć filiacje lub wskazać ich duże prawdopodobieństwo, ewentualnie może pomóc odnaleźć tych nieznanych krewnych, którzy również poddali się takim badaniom, a upublicznili swoje wyniki.